# Yūki Harutomo
Yūki Harutomo est un nom japonais traditionnel ; le nom de famille (ou le nom d'école), Yūki, précède donc le prénom (ou le nom d'artiste).
Yūki Harutomo (結城 晴朝, 18 septembre 1533 – 25 août 1614) est un obligé du clan japonais Hōjō et un des premiers daimyo de la province de Shimōsa. Fils d'Oyama Takatomo et adopté par son oncle Yūki Masakatsu, Harutomo accepte finalement l'autorité des Hōjō mais ces liens se desserent lorsque Toyotomi Hideyoshi assiège le château des Hōjō à Odawara. Harutomo adopte plus trad le deuxième fils du célèbre Tokugawa Ieyasu, Hideyasu, qu'il accompagne plus tard dans la province d'Echizen après 1600.

## Source de la traduction
- (en) Cet article est partiellement ou en totalité issu de l’article de Wikipédia en anglais intitulé « Yūki Harutomo » (voir la liste des auteurs).